# Łódź Olechów Wiadukt
Łódź Olechów Wiadukt – przystanek osobowy w Łodzi, położony na południowo-wschodnich obrzeżach miasta, w pobliżu dworca towarowego Łódź Olechów, w obrębie łódzkiej kolei obwodowej. Likwidacja postojów na przystanku nastąpiła na początku lat 70. XX wieku, od tego czasu wykorzystywany był jako przystanek służbowy dla pracowników pobliskiego dworca towarowego. Od 15 grudnia 2019 roku po gruntownej przebudowie przystanku przywrócone zostały postoje pociągów pasażerskich.

## Ruch pasażerski
| Rok  | Wymiana pasażerska na dobę |
| ---- | -------------------------- |
| 2017 | –                          |
| 2022 | 50-99                      |